# 截头峨螺
截头峨螺（学名：Caducifer truncata），是新腹足目峨螺科Caducifer属的一种。主要分布于印度尼西亚、中国大陆、越南、台湾，常栖息在潮间带。